# Eryngium schwackeanum
Eryngium schwackeanum là một loài thực vật có hoa trong họ Hoa tán. Loài này được Urb. ex H.Wolff mô tả khoa học đầu tiên năm 1913.